# Alter Bauernkalender

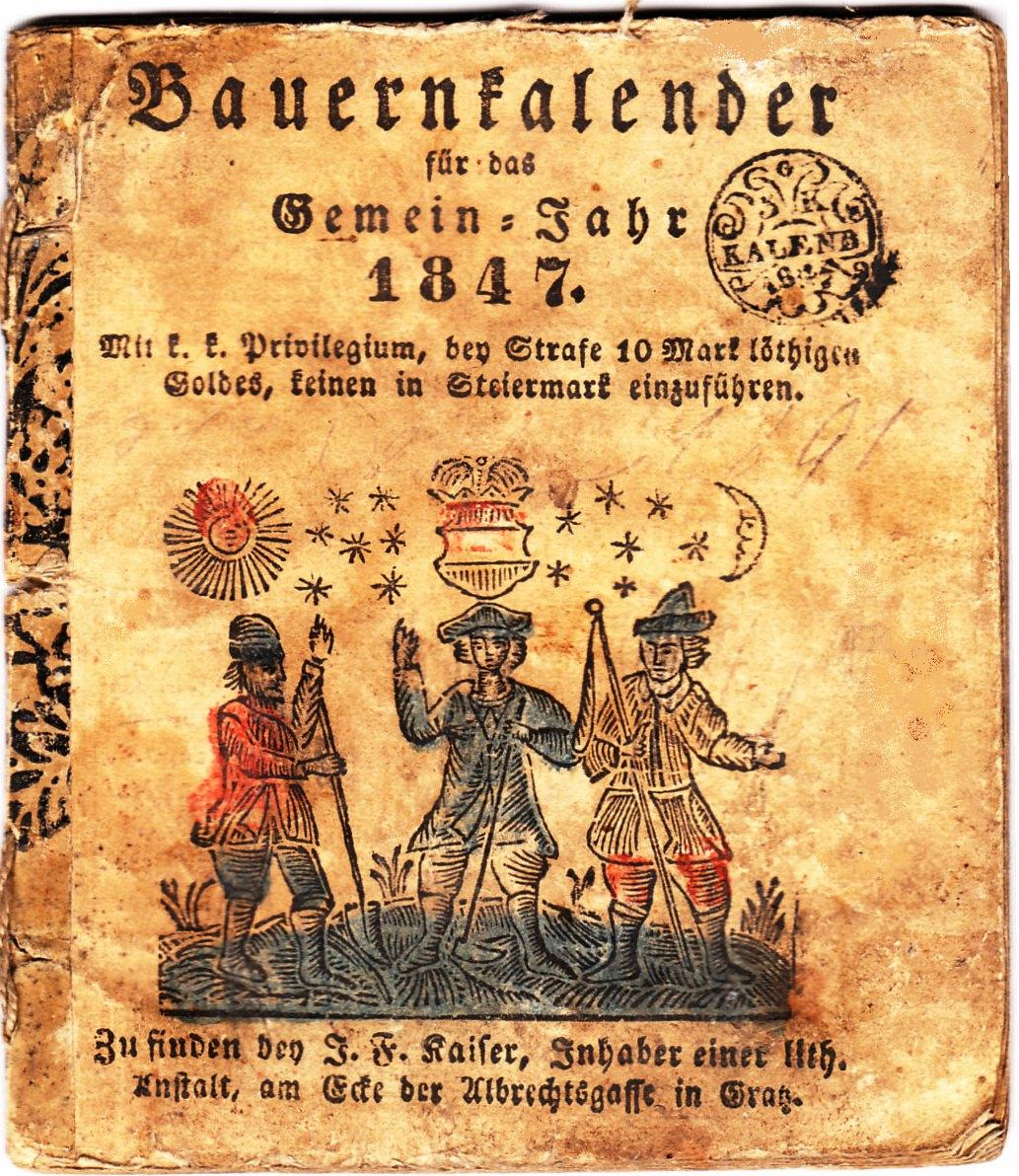
Titelblatt des Bauernkalenders anno 1847

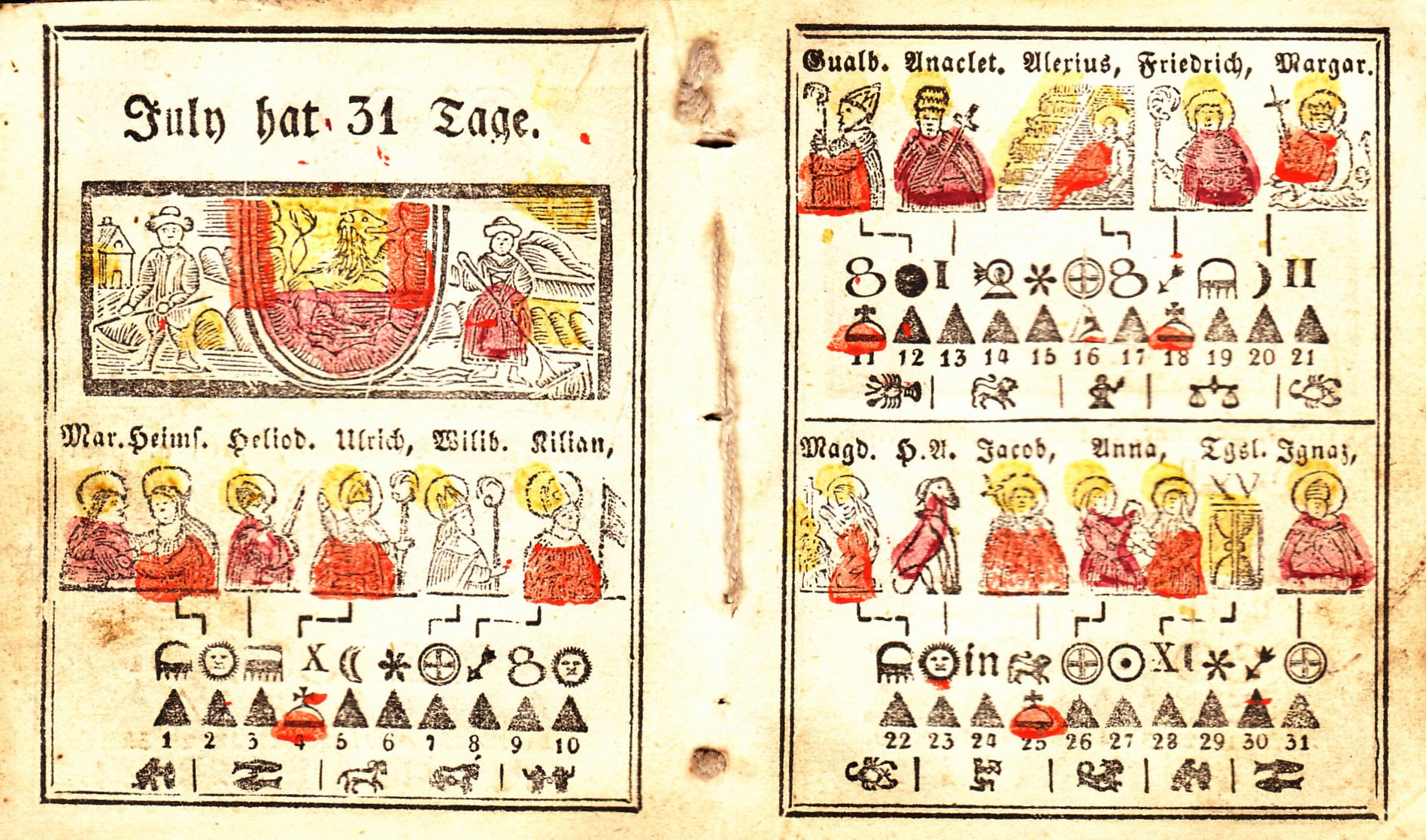
Bauernkalender anno 1847: Der Monat „July“

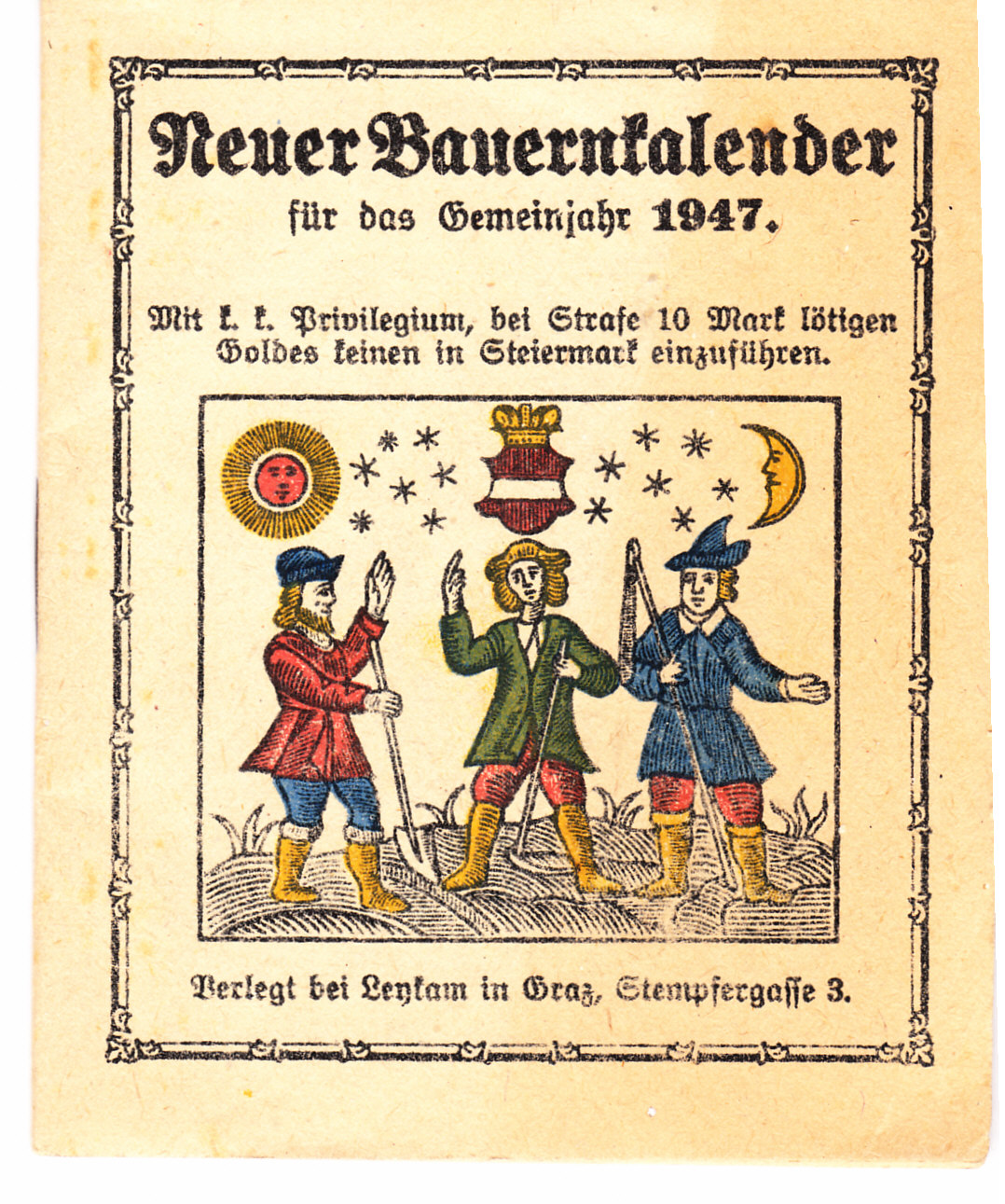
Bis einschließlich 1948 hieß er dann Neuer Bauernkalender

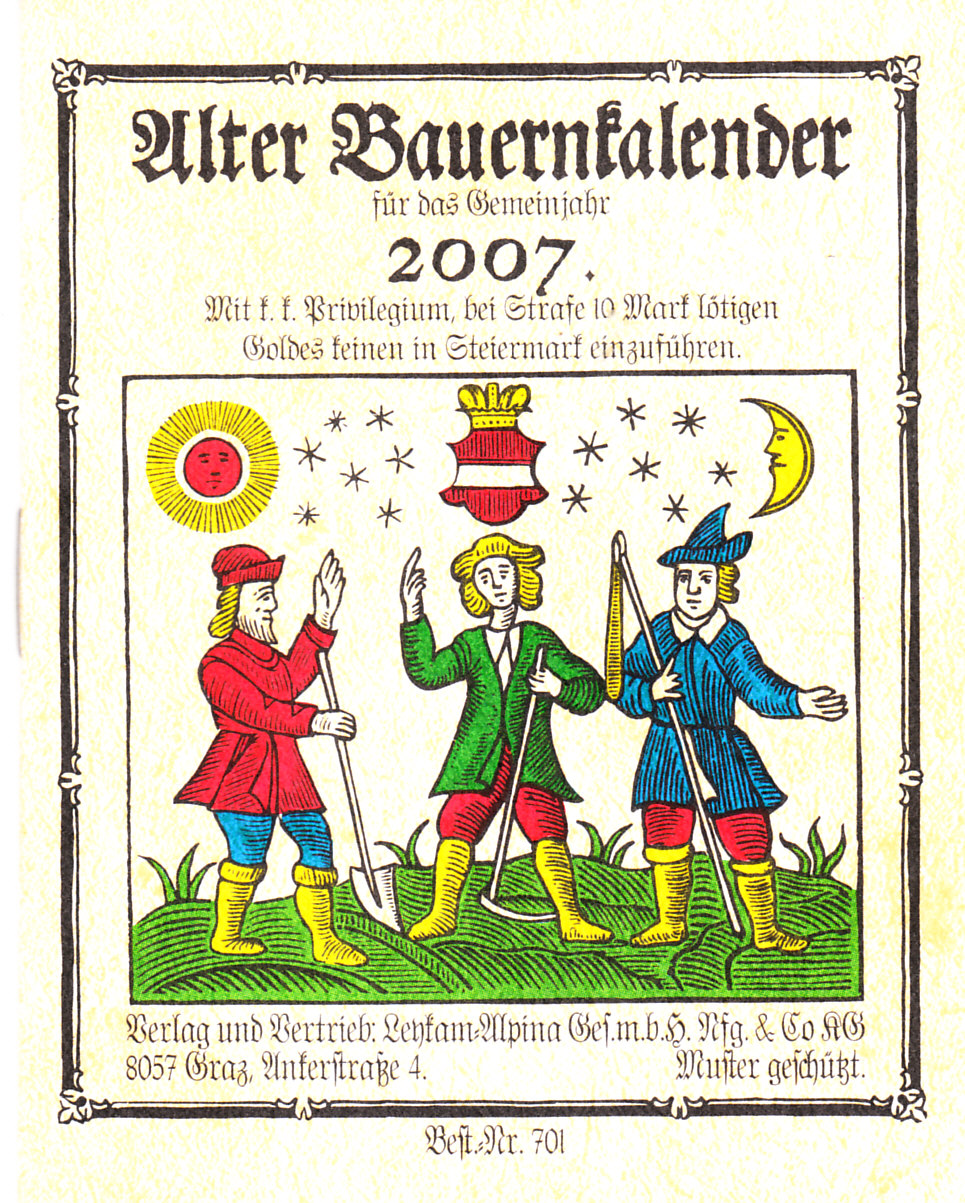
Seit einschließlich 1949 heißt er Alter Bauernkalender

Alter Bauernkalender, umgangssprachlich Mandlkalender nach den kleinen Abbildungen von Heiligenfiguren (steirisch Mandl für Männchen) heißt seit 1949 ein traditioneller Bauernkalender, der seit dem frühen 18. Jahrhundert in Graz gedruckt wird. Ab (vermutlich) 1892 bis 1948 hieß er Neuer Bauernkalender, davor einfach Bauernkalender. Da er ursprünglich für die einfache, des Lesens unkundige Landbevölkerung gedacht war, ist er reich bebildert und zeigt neben den Tagesheiligen auch Symbole für das zu erwartende Wetter, das aus der Wetterbeobachtung in der Vergangenheit und aus Bauernregeln vorhergesagt wurde, sowie für Arbeiten in der Landwirtschaft, wie Aussaat, Mahd, Ernte, Weinlese oder Schlachtung und die Tageslänge, den Sonnenauf- und -untergang an. Dieser Kalender erscheint in kaum veränderter Größe (8,3 × 10,3 cm, 32 Seiten), Form und Gestaltung seit rund 300 Jahren und ist damit der älteste kontinuierlich erscheinende Jahreskalender weltweit.

## Geschichte
Der Mandlkalender hat sich aus alten Kalenderformen wie Stabkalender und Holzkalender entwickelt. Vorläufer finden sich in Augsburg, wo bereits am 23. September 1689 die Familie Labhart das kaiserliche Privileg für den Vertrieb in den kaiserlichen Erblanden erhielt. Das Admonter Kalenderblatt, das um 1500 in Augsburg gedruckt wurde befindet sich seit 1514 im Archiv des Stiftes Admont. Es ist das älteste überlieferte Exemplar eines Mandlkalenders. Mit dem aufkommenden Buchdruck wurden Bauernkalender immer beliebter. 1706 wurde durch den Grazer Buchbinder und Verleger Franz Jakob Ludwig das Gesuch an Kaiser Joseph I. gestellt, ein kaiserliches Privileg für den Vertrieb eines solchen Kalenders in der Steiermark zu bewilligen, was mit 15. Dezember 1706 auch erteilt worden ist. Der älteste erhalten gebliebene Mandlkalender mit Graz als Druckort stammt aus dem Jahre 1757. Im Jahr 1785 wird als Drucker erstmals Andreas Leykam genannt. Im Steiermärkischen Landesarchiv werden lückenlose Reihen seit 1784 verwahrt. 1988 wurde der Kalender vom Verlag Leykam-Alpina einer Überprüfung unterzogen und einige Verbesserungen und Anpassungen durchgeführt. Er erscheint aber immer noch im traditionellen Design, Größe, Seitenumfang und in Fraktur-Schrift.

Die Bezeichnung „Neuer“ Bauernkalender bezieht sich auf die Gregorianische Kalenderreform und kennzeichnet diesen Bauernkalender als der Gregorianischen Reform entsprechend. Ab 1949 wurde diese Bezeichnung auf „Alter“ Bauernkalender geändert, da inzwischen nur mehr Gregorianische Kalender im Verbreitungsgebiet des Bauernkalenders Verwendung gefunden haben und nun mit „Alter“ die traditionelle Gestaltung hervorgehoben werden sollte.
Anfang der 1990er-Jahre betrug die Auflage 300.000 Stück, wovon etwa 50.000 exportiert wurden. Man geht davon aus, dass etwa jeder zweite steirische Haushalt zu dieser Zeit jährlich einen Mandlkalender kaufte.

## Varianten
Mit gleicher Symbolik aber anderer Aufmachung gibt es inzwischen auch Wand- und Buchkalender vom selben Verlag.